# 홍연폭포
홍연폭포는 부산광역시 기장군 철마면 웅천리에 있는 대한민국의 폭포이다.수영강의 지류인 철마천의 발원지이며, 거문산과 옥녀봉 사이에 위치하고 있다. 무지개폭포라고 부르기도 한다.수량이 적은 평상시에도 상단이 약 5m이고 중단이 약 20m높이에서 낙하하고 있고, 중단에서 낙하한 물이 수직에 가까운 반석 위를 100m차성가에는 구천은하 은하수가 떨어져 내리는 듯하다는 홍연폭포의 장관을 노래하며, 폭포의 물보라는 마치 영롱한 구슬이 되어 날고 튕기어 선녀의 옷자락처럼 나부낀다. 물보라는 맑은 햇살을 받아 찬란한 칠색무지개정도 급전직하하여 홍류저수지에 모인다.기장군의 유일한 폭포이다.